# PVLS

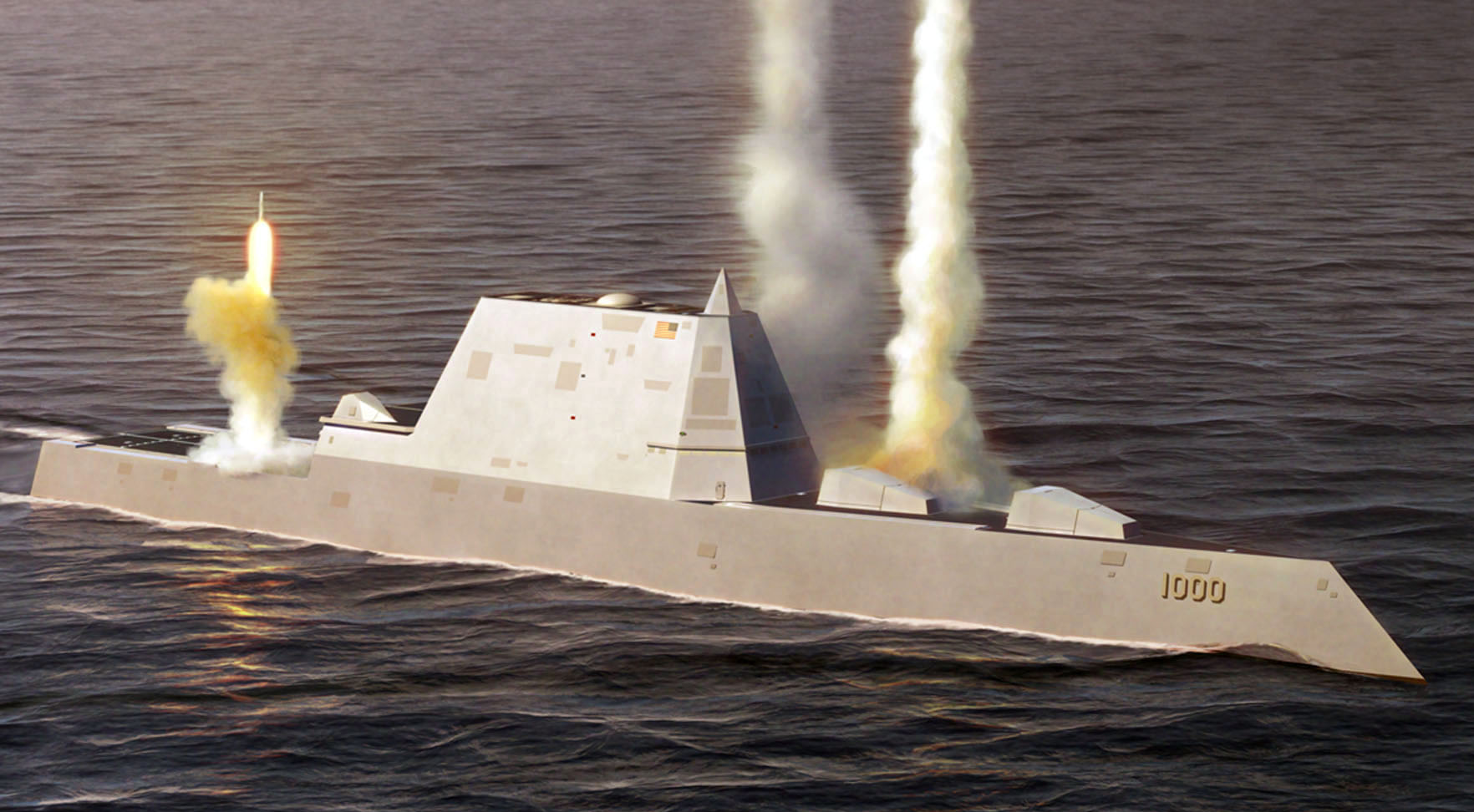
Концепт-проект PVLS

PVLS (англ. Peripheral Vertical Launching System, периферийная установка вертикального пуска) — перспективная универсальная корабельная установка вертикального пуска (УВП) ракет типа «Томагавк», «Стандарт», «Си-Спарроу» и «Эсрок», разработанная компанией «Рэйтеон» для эсминцев типа «Замволт» ВМС США. В отличие от установок вертикального пуска типа Mk 41, Mk 48 и им подобным, модули УВП PVLS располагаются вдоль борта и отделены от основного объёма бронированной перегородкой, что увеличивает живучесть корабля в случае боевых повреждений, взрыва или нештатного срабатывания двигателя ракеты внутри УВП.
В более широком смысле под PVLS понимают концепцию размещения УВП в бронированных отсеках в периферийной части корабля, за пределами зоны размещения оборудования и персонала.
С 2003 года PVLS получила официальное наименование Mk 57.
Модуль PVLS состоит из изолированного отсека, в котором располагается универсальная 4-контейнерная пусковая установка. Внешняя сторона отсека представляет собой тонкий стальной лист, внутренняя (обращённая к корпусу корабля) — толстый лист броневой стали.

## Разработка
Контракт на разработку PVLS был заключён с компанией Raytheon в августе 2002 года. В ноябре того же года были проведены первые испытания новой системы. Полномасштабный модуль системы весом 162 тонны был изготовлен  на заводе Northrop Grumman's Ship Systems' facility в Паскагуле (штат Миссисипи) и доставлен на полигон в Абердине (штат Мэриленд), где проходили испытания. Наряду с модулем PVLS была изготовлена несущая конструкция, имитирующая часть обшивки и внутреннего объёма корабля, поверх которой устанавливался модуль PVLS. Одним из элементов испытаний была проверка безопасности при нештатной ситуации (взрыве боезапаса) в PVLS и выработка рекомендаций для оптимизации конструкции установки и корабля в целом. Как показали испытания, при взрыве боезапаса модуль направлял основную часть энергии взрыва вовне, минимизируя повреждения оборудования, расположенного во внутреннем объёме корабля.